# 波代茲河
46°30′16″N 6°40′6″E / 46.50444°N 6.66833°E

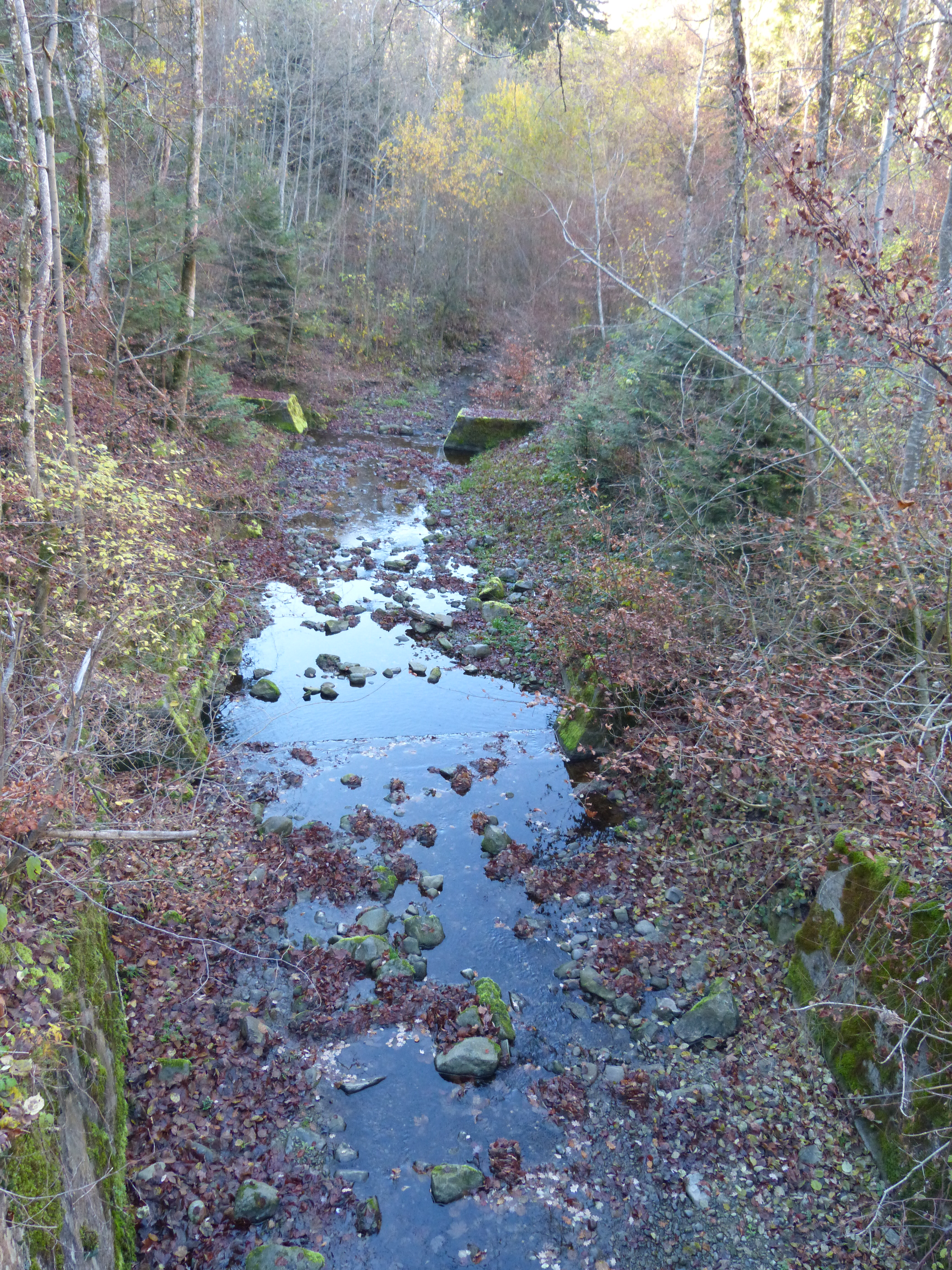

波代茲河是瑞士的河流，位於該國西部，流經沃州，屬於羅訥河的支流，河道全長8公里，最終注入萊芒湖，該河流有鱒魚等棲息。